# Unconditionally
Unconditionally (engl. für Bedingungslos) ist ein Lied der US-amerikanischen Sängerin Katy Perry aus ihrem vierten Album Prism. Perry schrieb das Lied zusammen mit den Produzenten Dr. Luke, Max Martin und Cirkut. Es wurde als zweite Single des Albums am 18. Oktober 2013 veröffentlicht.

## Hintergrund
Im April 2013 bereiste Perry zusammen mit UNICEF Madagaskar und besuchte dort kürzlich erbaute Schulen. Eigenen Aussagen zufolge war es das Gefühl des Zusammenhalts und der Nächstenliebe während dieses Aufenthalts, das sie bewog, das Lied zu schreiben.

I was kind of inspired by the love that I saw. We'd go in these cruisers up the mountain for two or three hours, to the middle of nowhere, to check out these schools that they'd build, and I went to the top of this mountain, I saw all these children, and the love that they had towards each other. It was this unconditional love between all of them. It was that kind of pure love that's unaffected by the trends of the world.

## Musikvideo
Zwei Tage nach der Veröffentlichung des Liedes wurde ein Lyric-Video in schwarz-weiß auf Vevo und YouTube hochgeladen. In dem von Aya Tanimura gedrehten Video sind die Schauspielerin Janell Shirtcliff und Model Erika Linder zu sehen, die ihre bedingungslose Liebe zum Ausdruck bringen. Das offizielle Musikvideo wurde im Oktober 2013 in London gedreht. Inspirationsquellen für das Video waren die Filme Gefährliche Liebschaften und Anna Karenina. Premiere feierte es am 19. November 2013 auf MTV.

## Kommerzieller Erfolg

### Chartplatzierungen
| ChartsChartplatzierungen       | Höchstplatzierung | Wochen |
| ------------------------------ | ----------------- | ------ |
| Deutschland (GfK)              | 22 (18 Wo.)       | 18     |
| Österreich (Ö3)                | 16 (12 Wo.)       | 12     |
| Schweiz (IFPI)                 | 27 (14 Wo.)       | 14     |
| Vereinigte Staaten (Billboard) | 14 (20 Wo.)       | 20     |
| Vereinigtes Königreich (OCC)   | 25 (15 Wo.)       | 15     |

### Auszeichnungen für Musikverkäufe
| Land/Region                  | Auszeichnungen für Musikverkäufe (Land/Region, Auszeichnung, Verkäufe) | Verkäufe  |
| ---------------------------- | ---------------------------------------------------------------------- | --------- |
| Australien (ARIA)            | 4× Platin                                                              | 280.000   |
| Brasilien (PMB)              | Diamant                                                                | 250.000   |
| Deutschland (BVMI)           | Gold                                                                   | 150.000   |
| Italien (FIMI)               | Platin                                                                 | 30.000    |
| Kanada (MC)                  | 3× Platin                                                              | 240.000   |
| Neuseeland (RMNZ)            | Platin                                                                 | 30.000    |
| Norwegen (IFPI)              | Platin                                                                 | 60.000    |
| Österreich (IFPI)            | Gold                                                                   | 15.000    |
| Schweden (IFPI)              | Platin                                                                 | 80.000    |
| Spanien (Promusicae)         | Gold                                                                   | 30.000    |
| Vereinigte Staaten (RIAA)    | 2× Platin                                                              | 2.000.000 |
| Vereinigtes Königreich (BPI) | Gold                                                                   | 400.000   |
| Insgesamt                    | 4× Gold · 13× Platin · 1× Diamant ·                                    | 3.565.000 |

Hauptartikel: Katy Perry/Auszeichnungen für Musikverkäufe